# Isla Hunter (Columbia Británica)
La Isla Hunter (en inglés: Hunter Island) es una isla en la costa de la provincia canadiense de Columbia Británica. Se encuentra cerca de Queen Charlotte Sound, a unos 130 kilómetros (81 millas) al norte de la ciudad de Port Hardy en el extremo norte de la isla de Vancouver. 
Existen algunas pequeñas islas al sur de la isla Hunter, incluyendo Stirling y la isla Nalau. Al sur de estas, a través del paso de Hakai, esta la isla Calvert. Al este esta la entrada Fitz Hugh, parte del Pasaje Interior, que separa la isla Hunter desde el continente y la isla King, se llega al Canal de Dean, uno de los principales fiordos costeros.  Queens Sound se encuentra al oeste, entre la Isla de Hunter y el archipiélago Goose Group. También en el lado oeste de la Isla de Hunter esta Cultus Sound, llamado así porque es el más peligroso de los tres (cultus significa "malo" o "sin valor" en la jerga Chinook). Hacia el suroeste esta Kildidt sound. Al norte, la isla Hunter está separada de la Isla Denny por el Paso Lama, y de la isla Campbell por Canal de Hunter. Fitz Hugh sound y el paso Lama forman parte de la ruta de paso principal en el interior. 
La isla Hunter tiene 34 kilómetros (21 millas) de largo y varía en anchura desde 5 kilómetros (3,1 millas) hasta 16 kilómetros (9,9 millas). Posee un estimado de 334 kilómetros cuadrados (129 millas cuadradas) de superficie. La isla alcanza 899 metros (2.949 pies) de altura.